# HD 218434
HD 218434，又名CD-2918588，SAO 191674、HR 8802，是一颗恒星，视星等为5.6，位于銀經22.62，銀緯-67.22，其B1900.0坐标为赤經23h 2m 56.5s，赤緯-29° -67.22′ 50″。